# شیرجه در المپیک تابستانی ۱۹۱۲ - سکوی ۱۰ متر زنان
سکوی ۱۰ متر زنان که به عنوان مسابقه شیرجه بلند (ساده) بانوان نیز شناخته می‌شود، یکی از چهار رویداد شیرجه در برنامه رقابت‌های شیرجه در المپیک تابستانی ۱۹۱۲ بود. این اولین رویداد شیرجه زنان در بازی‌های المپیک تابستانی بود. این مسابقه از روز چهارشنبه ۱۰ ژوئیه ۱۹۱۲ تا شنبه ۱۳ ژوئیه ۱۹۱۲ برگزار شد. چهارده ورزشکار شیرجه از سه کشور به رقابت پرداختند.